# Mariana Treviño
Mariana Treviño Ortiz (Monterrey, 21 novembre 1977) è un'attrice messicana.

## Biografia
Nel 1990 ha frequentato la scuola superiore di musica e danza dell'Instituto Nacional de Bellas Artes (INBA) a Città del Messico per studiare danza contemporanea, per poi iniziare a studiare recitazione alla Neighborhood Playhouse School of the Theatre di New York e al Berklee College of Music di Boston. Ha studiato lingua e letteratura moderne inglesi presso la facoltà di filosofia e lettere dell'UNAM a Città del Messico.
Durante il periodo in cui ha vissuto negli Stati Uniti, ha partecipato alla messa in scena di spettacoli quali Words, Words, Words di David Ives, Tractor di Heiner Müller e Homegirls on the Prowl di Cyn Cañel.
Si è fatta conoscere con la partecipazione al musical Mentiras, e durante questo periodo ha attirato l'attenzione del regista Manolo Caro, il quale l'ha invitata a partecipare al film No sé si cortarme las venas o dejármelas largas (2013). È conosciuta per il film Amor de mis amores (2014), la serie Netflix Club de Cuervos (2015) e il film Cómo cortar a tu patán (2017).
Nel 2022 ha recitato al fianco di Tom Hanks nel film Non così vicino (A Man Called Otto). Dopo aver registrato un provino con un cellulare nella stanza di un hotel in Spagna, il regista Marc Forster ha deciso di scritturarla per la parte e chiudere le audizioni.

## Filmografia parziale

### Attrice

#### Cinema
- Cuestión de Corbatas, regia di Jose Eduardo Cortes Moreno (2012) - cortometraggio
- Tercera llamada, regia di Francisco Franco Alba (2013)
- No sé si cortarme las venas o dejármelas largas, regia di Manolo Caro (2013)
- Amor de mis amores, regia di Manolo Caro (2014)
- Una última y nos vamos, regia di Noé Santillán-López (2015)
- Sabrás qué hacer conmigo, regia di Katina Medina Mora (2015)
- El sueño del Mara'akame, regia di Federico Cecchetti (2016)
- La vida inmoral de la pareja ideal, regia di Manolo Caro (2016)
- Cómo cortar a tu patán, regia di Gabriela Tagliavini (2017)
- Overboard, regia di Rob Greenberg (2018)
- Eres mi pasión, regia di Pato Safa (2018)
- Perfectos desconocidos, regia di Manolo Caro (2018)
- Polvo, regia di José María Yazpik (2019)
- Non così vicino (A Man Called Otto), regia di Marc Forster (2022)

#### Televisione
- Alguien más – miniserie TV, 5 episodi (2013)

- Club de Cuervos – serie TV, 43 episodi (2015-2019)

- La casa de las flores – serie TV, 11 episodi (2019-2020)
- Narcos: Messico (Narcos: Mexico) – serie TV, 3 episodi (2020)
- 100 días para enamorarnos – serie TV, 92 episodi (2020-2021)

### Doppiatrice
- La liga de los 5, regia di Marvick Núñez (2020)